# هيلدا كونكلينج
هيلدا كونكلينج (بالإنجليزية: Hilda Conkling)‏ هي كاتِبة وشاعرة أمريكية، ولدت في 8 أكتوبر 1910 في مقاطعة غرين في الولايات المتحدة، وتوفيت في 26 يونيو 1986 في نورثهامبتون في الولايات المتحدة.